# Кеттвигский железнодорожный мост
Кеттвигский мост (нем.  Eisenbahnbrücke Kettwig) — стальной железнодорожный мост из балочных ферм через реку Рур, расположенный в районе Кеттвиг в городе Эссен (федеральная земля Северный Рейн — Вестфалия, Германия). Мост расположен на расстоянии 22,1 км от места впадения Рура в Рейн и пересекает водохранилище Кеттвигер Зее.

Кеттвигский мост является тематическим пунктом «Пути индустриальной культуры» (Путь индустриальной культуры) Рурского региона.

## История
В 1863 году правительство Пруссии поручило Бранденбургской железнодорожной компании (de:Bergisch-Märkische Eisenbahn-Gesellschaft) строительство железнодорожной ветки из Дюссельдорфа в города Рурской долины Кеттвиг (вошёл в состав Эссена 1 января 1975 года) и Купфедре (de:Essen-Kupferdreh) (вошёл в состав Эссена 1 августа 1929 года). С этой целью в 1869 году в Кеттвиге начинается строительство т. н. Дюссельдорфского моста. Строительство моста из стальных балочных ферм завершилось 23 октября 1871 года, после чего начался этап испытаний моста на прочность. Испытания завершились в 1872 году прогоном через мост 12 груженных гравием вагонов, после чего мост был открыт для эксплуатации.
В 1873—1876 годах рядом с Дюссельдорфским мостом был построен одноколейный Мюльхаймский мост. В 1926 году оба моста были реконструированы.
10 апреля 1945 года в 7:30 утра оба моста были подорваны отступающими войсками вермахта. Через несколько недель после окончания войны железнодорожное движение из Дюссельдорфа было восстановлено, но только до берега Рура (сейчас это станция Кеттвигер Зее (de:Haltepunkt Kettwig Stausee).
В 1948 году руины мостов были демонтированы, а в 1951 году был восстановлен только двухпутный Дюссельдорфский мост. Восстановленный мост был сдан в эксплуатацию в марте 1951 года.

## Технические данные
- Конструкция моста — стальные фермы
- Общая длина — 286 м
- Количество железнодорожных колей — 2
- Ширина моста — 8,25 м
- Высота над нормальным уровнем воды — 4,6 м
- Несущая способность — 360 т